# Nathaniel Reed
Nathaniel Reed, noto anche con lo pseudonimo di Texas Jack (St. Paul, 23 marzo 1862 – Tulsa, 7 gennaio 1950), è stato un criminale e pistolero statunitense.
Nell'arco dell'ultimo ventennio del XIX secolo compì svariate rapine nei territori del southwest americano, tra le quali spicca l'assalto del treno Katy al deviatoio ferroviario di Blackstone, episodio in cui rimase gravemente ferito. Dopo mesi di latitanza senza ricevere cure mediche professionali, decise di consegnarsi alla giustizia e di collaborare con essa in un processo che portò allo smantellamento di un'organizzazione criminale del Vecchio West.
Dedicò il resto della propria vita come uomo libero spostandosi con una carovana tra i principali insediamenti dell'Oklahoma, e predicando ai giovani l'importanza di vivere nel rispetto della legge. Trascrisse le proprie memorie in un'autobiografia intitolata "La vita di Texas Jack" e partecipò a sporadiche rievocazioni sul Vecchio West, venendo annunciato al pubblico come "Texas Jack,  rapinatore di treni".
Lo pseudonimo "Texas Jack" gli fu attribuito dalla cronaca d'epoca, che ritenette erroneamente essere stato il fuorilegge John Oberland "Texas Jack" Vermillion il plausibile assalitore di una banca messicana rapinata in realtà da Nathaniel Reed.
Texas Jack Reed si spense di anzianità ad 87 anni senza lasciare eredi. È considerato l'ultimo sopravvissuto dei 47 fuorilegge più temuti del Territorio indiano. Le sue gesta hanno ispirato il film canadese Assalto alla diligenza - La vera storia di Texas Jack in cui viene interpretato dall'attore statunitense Trace Adkins.

## Biografia

### Gioventù
Nathaniel Reed nacque il 23 marzo 1862 dal matrimonio tra Mason Henry Reed, soldato dell'Unione caduto in battaglia nel 1863, e Sarah Elizabeth Prater. Rimasto orfano all'età di soli tredici anni, crebbe a Madison County, Arkansas soggiornando senza fissa dimora presso le abitazioni di diversi parenti. Compiuti vent'anni decise di partire alla volta del West, facendosi tentare dalle molteplici opportunità di guadagno. Lavorò inizialmente come bracciante, cowboy, corriere e minatore.
Nel 1884, mentre era impiegato presso il Flying V Ranch di El Reno, Oklahoma, si ritrovò coinvolto in una rapina organizzata dal proprio datore di lavoro. William Coffey ed i suoi complici ricorsero all'uso dell'inganno e della violenza per costringere Nathaniel Reed ed altri cowboy del ranch ad aiutarli ad assalire il treno per Santa Fe a La Junta, Colorado. Nathaniel Reed ricevette in seguito una cospicua somma di denaro per la sua collaborazione, abbandonò il lavoro e tentò di stabilirsi a Corbin in Kansas, avviando una piccola attività locale.

### Attività criminale
Nel Luglio 1885, uno dei partecipanti alla rapina a La Junta venne catturato e decise di collaborare con la giustizia. Nathaniel Reed, criminale ricercato, riuscì a mantenere un basso profilo sino al 1888, quando la sua identità fu smascherata dagli esponenti di una gang di fuorilegge. I banditi gli proposero di unirsi a loro, altrimenti l'avrebbero consegnato alle autorità in cambio della taglia sulla sua testa. Nathaniel Reed cavalcò tra i ranghi dei fuorilegge per quasi un decennio. Identificò al vertice dell'organizzazione un noto allevatore di cavalli di Wagoner, Oklahoma, che rispondeva al nome di James Dyer, e come affiliati ad essa alcuni celebri banditi dell'epoca come Cherokee Bill, Bill Cook, Bill Doolin, Henry Starr e rispettivi complici.
Confessò in seguito di aver preso parte ad una dozzina di reati in quel periodo, tra i quali cita la famosa rapina alle due banche di Coffeyville, Kansas, tentata dalla banda dei fratelli Dalton il 5 ottobre 1892, e la sparatoria ad Ingalls, Oklahoma del 1 settembre 1893. La cronaca d'epoca scrisse che il corpo di Texas Jack Reed mostrava i segni di quattordici ferite d'arma da fuoco e che nel decennio da fuorilegge rapinò quattro treni, sette banche e tre diligenze.
Nonostante testimonianze riportino come Nathaniel Reed fosse equipaggiato nelle rapine con carabine a leva Winchester, revolver, coltelli Bowie ed esplosivi, alcuni storici ritengono che non si sia mai macchiato di omicidio.

#### La rapina del treno a Blackstone
L'assalto del Katy al deviatoio ferroviario di Blackstone, sito nei pressi di Wybark, Oklahoma, la notte del 13 novembre 1894 fu l'ultima rapina compiuta da Nathaniel Reed. Il treno avrebbe dovuto essere rapinato da cinque banditi, ma uno di essi non si presentò all'appuntamento e un altro fallì nel consegnare a Reed alcuni ostaggi. Le autorità di legge stimano che furono sparati oltre cinquecento colpi tra fuorilegge e guardie presenti a bordo della carrozza valori. Nathaniel Reed, sotto fuoco costante, fece brillare le porte blindate della carrozza valori adoperando quattro cariche di dinamite. Tutte le guardie erano in procinto di arrendersi, ad eccezione degli sceriffi federali James F. Ledbetter e Paden Tolbert che minacciarono di giustiziare eventuali disertori. Texas Jack Reed si recò a bordo del treno per procurarsi alcuni ostaggi e rapinò i passeggeri sottraendogli armi e valori. Fallì nel tentativo di salire a bordo della carrozza valori con gli ostaggi, quando venne ferito gravemente da un proiettile sparato dal revolver dello sceriffo federale Ledbetter.

### Epilogo
Il proiettile colpì Nathaniel Reed attraverso i visceri per fuoriuscirgli dietro la coscia destra. Riuscì a scappare con l'aiuto di alcuni complici, ma non poté proseguire a lungo nella fuga a cavallo. Consegnò ai complici la loro parte del bottino e si fece lasciare con la promessa che sarebbero tornati il mattino dopo per seppellirlo. Quando i complici vennero il mattino successivo, Nathaniel Reed era ancora vivo. Nei giorni seguenti ricevette rudimentali cure di primo soccorso, dopodiché i banditi decisero di separarsi per l'intensità crescente delle attività di ricerca perpetrate dagli uomini di legge nella zona, che arrivarono a dare fuoco ai canneti lungo il Verdigris River e a minacciare i residenti di bruciare le loro piantagioni se non avessero consegnato i ricercati.
Nathaniel Reed visse di espedienti, senza ricevere cure mediche professionali, sino al 17 marzo 1895, giorno in cui decise di consegnarsi alle autorità. La cronaca scrisse che non portava con sé armi al momento dell'arresto. Venne scortato dalle guardie a Fort Smith, Arkansas, e collaborò con la giustizia in seguito alla promessa d'immunità avanzatagli dal Giudice Isaac Charles Parker, qualora le sue deposizioni fossero servite a pronunciare un verdetto di colpevolezza ai danni di James Dyer. Il processo destò parecchio scalpore data la fama di rispettabile uomo d'affari di cui godeva James Dyer, al punto da ricevere testimonianze a favore da parte di un centinaio di illustri cittadini di Wagoner, Oklahoma, nonché il supporto del Fort Smith Elevator, settimanale locale. Ciononostante, la giuria si espresse con un verdetto di colpevolezza su James Dyer in soli otto minuti.
Nonostante la promessa d'immunità, Nathaniel Reed rimase in carcere sino al 10 Settembre 1896. Il Giudice Parker si convinse ad onorare la parola data, concedendogli la libertà vigilata, soltanto all'aggravarsi delle proprie condizioni di salute. Nathaniel Reed trascorse questo periodo in prigione assieme ad Henry Starr e Cherokee Bill. Quest'ultimo, condannato a morte, tentò l'evasione senza successo e scrisse una lettera ai compagni di cella, riportata da Nathaniel Reed nella sua autobiografia, prima di essere giustiziato per impiccagione. James Dyer presentò ricorso e venne scagionato dalle precedenti accuse il 22 Marzo 1898. Nathaniel Reed, una volta libero, vendette le proprie armi per acquistare una Bibbia. Uno dei revolver di Texas Jack Reed è conservato al National Historic Site di Fort Smith, Arkansas, e riporta sul tamburo l'incisione di una rapina alla diligenza. La cronaca d'epoca scrisse che Nathaniel Reed poteva essere incontrato sovente a predicare la parola di Dio per le strade di Muskogee, Oklahoma, e a scambiare convenevoli con conoscenti di vecchia data. Tra questi, l'uomo che lo ferì a Blackstone, già amico d'infanzia con cui crebbe a St. Paul, Arkansas, lo sceriffo federale James Ledbetter.